# ام.وی. واسودوا رائو
ام. وی. واسودوا رائو (انگلیسی: M. V. Vasudeva Rao; ح. 1920 – ۲۲ مارس ۲۰۰۲) هنرپیشه اهل هند بود.

## فیلم‌شناسی
- طبل چومانا (۱۹۷۵)
- داستان زادگاه (۱۹۷۷)
- Kondura (۱۹۷۸)
- قهرمان (۱۹۸۷)
- بمبئی (۱۹۹۵)
- Dweepa (۲۰۰۲)